# Seznam tanzanijskih pesnikov
Seznam tanzanijskih pesnikov.

## A
- Abdullah Saleh al-Farsy

## K
- Euphrase Kezilahabi

## M
- Freddy Macha

## N
- Mwanukuzi Nasibu

## R
- Shaaban Robert